# Mon cœur ne bat plus
Pistes de Sortir
Rose L'ange perdu
Mon cœur ne bat plus est une chanson écrite, composée et interprétée par Gérald de Palmas sur l'album Sortir. Son single est paru le 1er mars 2010.